# Endoxyla decoratus
Endoxyla decoratus is een vlinder uit de familie van de Houtboorders (Cossidae). De soort is voor het eerst wetenschappelijk beschreven als Strigoides decoratus door Charles Swinhoe in een publicatie uit 1892.
De spanwijdte bedraagt maximaal 12 centimeter.
De soort komt voor in Australië.